# (13000) 1981 QK3
(13000) 1981 QK3 este un asteroid din centura principală, descoperit pe 25 august 1981 de Henri Debehogne.